# Tequila

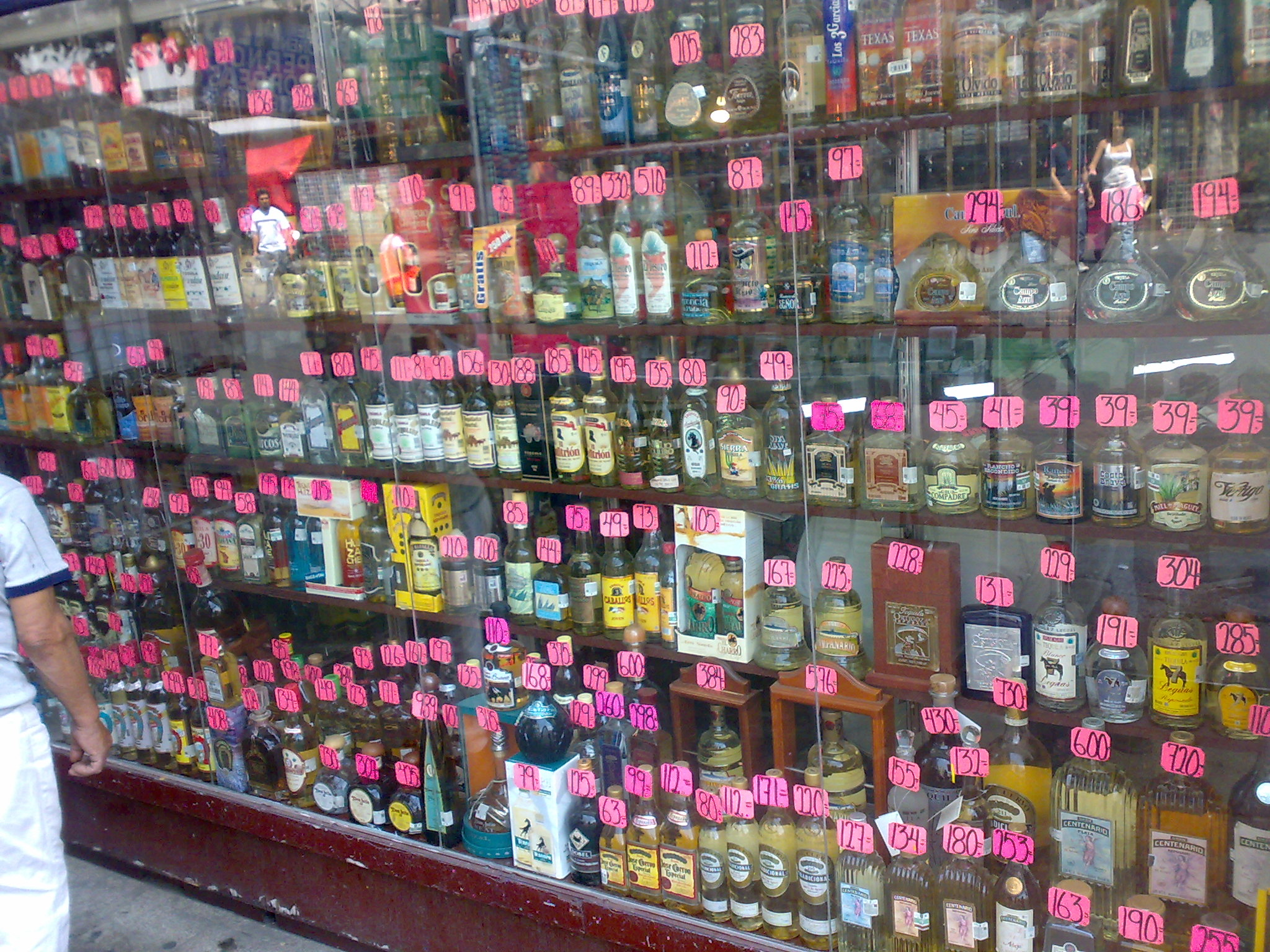
Ngăn hàng Tequila

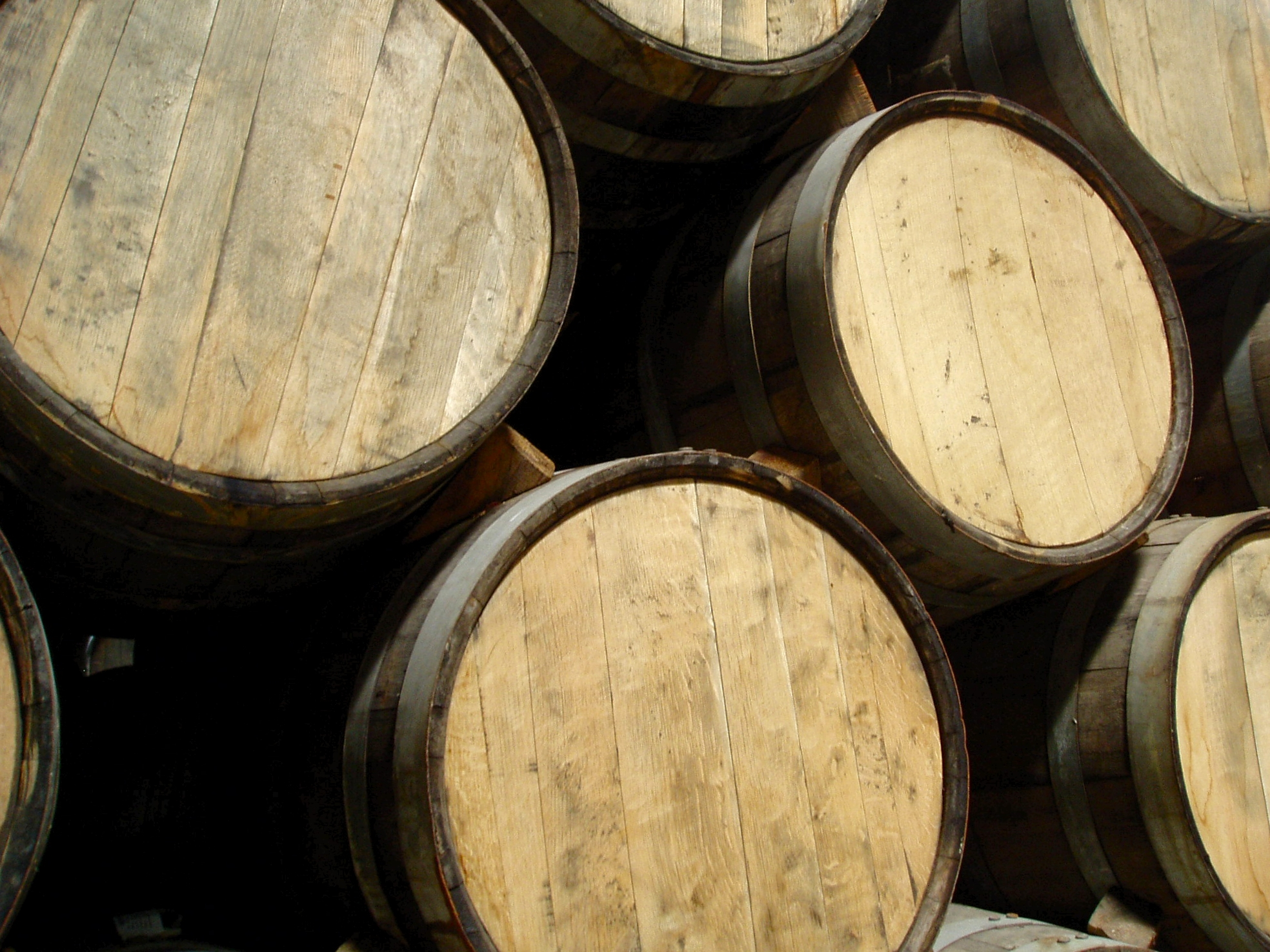
Thùng rượu

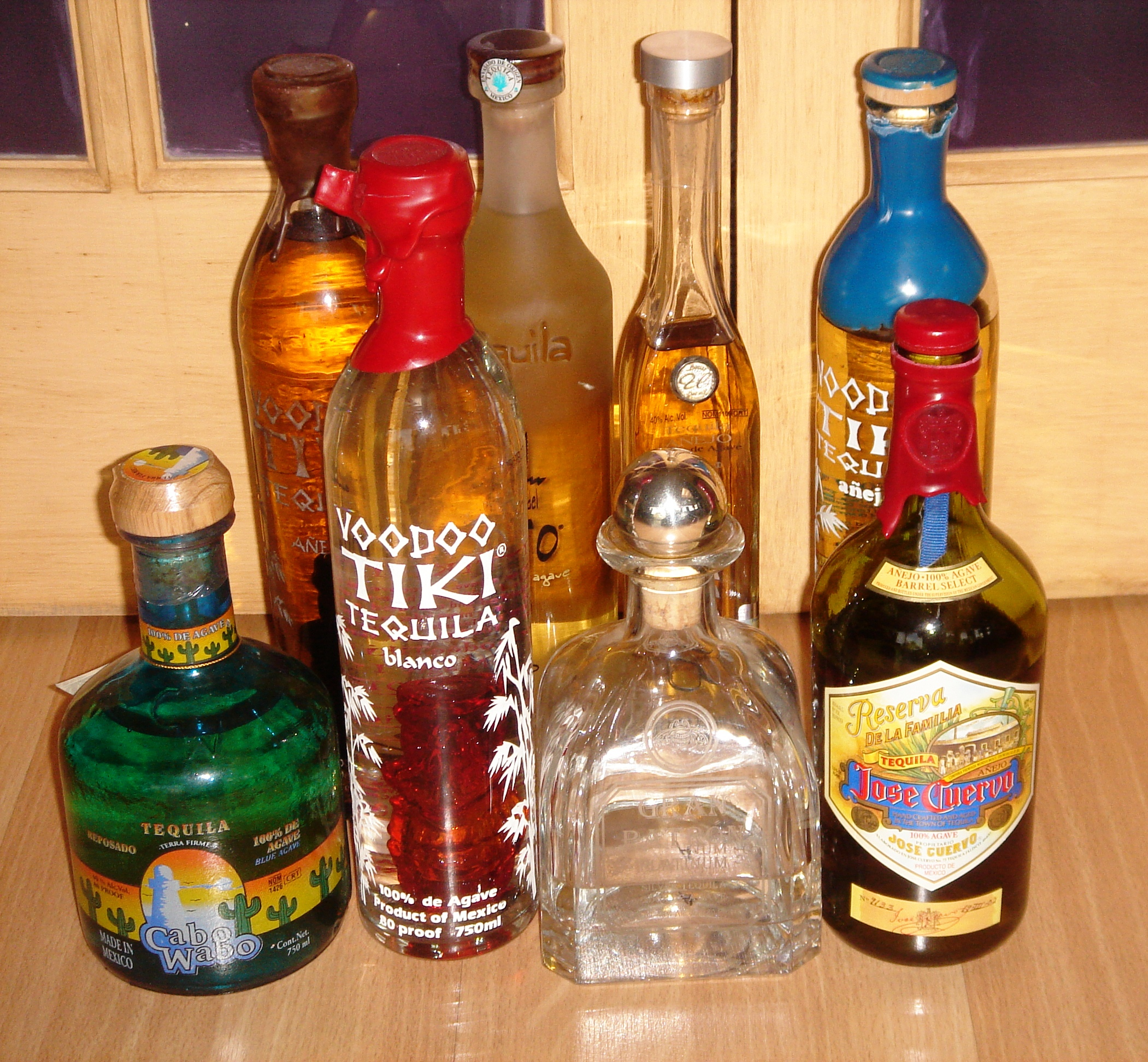
Chai rượu

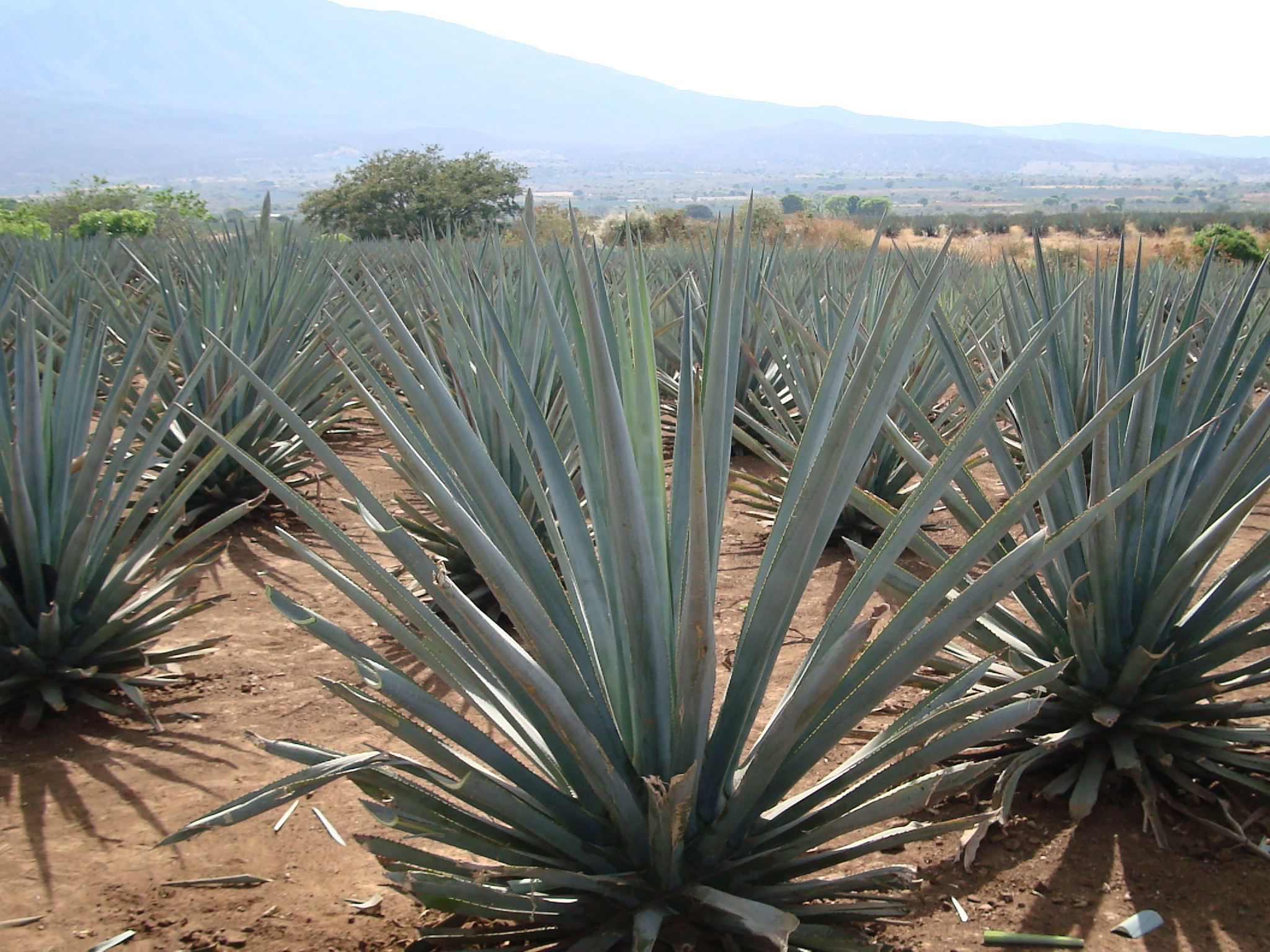
Những bụi cây Agave Azul Tequilana

Tequila (phát âm như tê-ki-la) là một loại đồ uống chưng cất được làm từ cây agave tequilana, chủ yếu ở khu vực xung quanh thành phố Tequila 65 km (40 mi) về phía tây bắc của Guadalajara, và trong cao nguyên Jaliscan (Los Altos de Jalisco) của trung tâm phía tây tiểu bang Jalisco của Mexico.
Đất núi lửa đỏ ở vùng Tequila rất thích hợp cho việc trồng cây agave, và hơn 300 triệu cây được thu hoạch ở đó mỗi năm. Cây này mọc khác nhau tùy theo từng vùng. Cây agave xanh được trồng ở vùng cao nguyên Los Altos lớn hơn, có mùi thơm và vị ngọt hơn. Agaves được thu hoạch ở vùng đất thấp có mùi thơm và hương vị thảo mộc hơn. Do tầm quan trọng về lịch sử và văn hóa, khu vực gần Tequila đã được UNESCO công nhận là Di sản Thế giới vào năm 2006, Cảnh quan agave và các cơ sở công nghiệp cổ đại của Tequila.
Luật pháp Mexico quy định rằng rượu tequila chỉ có thể được sản xuất ở bang Jalisco và các thành phố tự trị hạn chế ở các bang Guanajuato, Michoacán, Nayarit và Tamaulipas. Tequila được công nhận là sản phẩm xuất xứ từ Mexico tại hơn 40 quốc gia. Nó đã được bảo hộ thông qua NAFTA ở Canada và Hoa Kỳ cho đến tháng 7 năm 2020, thông qua các thỏa thuận song phương với các quốc gia riêng lẻ như Nhật Bản và Israel, và đã được bảo hộ chỉ định xuất xứ sản phẩm ở Liên minh Châu Âu từ năm 1997.
Ngoài sự khác biệt về địa lý, tequila còn khác biệt với mezcal ở chỗ nó chỉ được làm từ cây agave xanh và đồ uống được chế biến theo những cách khác nhau. Tequila thường được phục vụ gọn gàng ở Mexico và như một đồ uống với muối và nước vị chanh trên khắp thế giới. Tequila phải có nồng độ cồn từ 35 đến 55% (theo chuẩn rượu của Hoa Kỳ là 70 và 110). Nó phải chứa ít nhất 40 phần trăm cồn (80 proof theo chuẩn của Hoa Kỳ) để được bán ở Hoa Kỳ  và Canada.

## Lịch sử

### Lịch sử ban đầu
Tequila được sản xuất lần đầu tiên vào thế kỷ 16 gần thành phố Tequila, mãi đến năm 1666 mới được chính thức thành lập. Một loại đồ uống lên men từ cây thùa được gọi là pulque đã được tiêu thụ ở miền trung Mexico thời tiền Colombia trước khi tiếp xúc với châu Âu. Khi những người chinh phục Tây Ban Nha uống hết rượu mạnh của họ, họ bắt đầu chưng cất cây agave để sản xuất một trong những loại rượu chưng cất bản địa đầu tiên của Bắc Mỹ.
Khoảng 80 năm sau, khoảng 1600, Don Pedro Sánchez de Tagle, Hầu tước của Altamira, bắt đầu sản xuất hàng loạt rượu tequila tại nhà máy đầu tiên trên lãnh thổ của Jalisco ngày nay. Đến năm 1608, thống đốc thuộc địa của Nueva Galicia đã bắt đầu đánh thuế các sản phẩm của mình. Vua Carlos IV của Tây Ban Nha đã cấp giấy phép đầu tiên cho gia đình Cuervo để sản xuất rượu tequila vì mục đích thương mại.
Don Cenobio Sauza, người sáng lập Sauza Tequila và là Chủ tịch thành phố của Làng Tequila từ năm 1884–1885, là người đầu tiên xuất khẩu rượu tequila sang Hoa Kỳ, và rút ngắn tên từ "Tequila Extract" thành "Tequila" cho thị trường Mỹ.  Cháu trai của Don Cenobio, Don Francisco Javier, đã thu hút được sự chú ý của quốc tế vì nhấn mạnh rằng "không thể có rượu tequila ở nơi không có hạt agave!" Những nỗ lực của ông đã dẫn đến việc thực hành rằng rượu tequila thực sự chỉ có thể được làm từ bang Jalisco.
Trong một động thái nắm quyền sở hữu thuật ngữ “tequila”, chính phủ Mexico đã tuyên bố thuật ngữ này là tài sản trí tuệ của mình vào năm 1974. Điều này đã mở ra một cánh cửa mới về cơ hội kinh doanh và lợi ích quốc tế cho đất nước Mexico nói chung.